# Gimnastyka sportowa na Letnich Igrzyskach Olimpijskich Młodzieży 2010 – ćwiczenia na kołach chłopców
Ćwiczenia na kołach chłopców na I Letnich Igrzyskach Olimpijskich Młodzieży odbyły się w dniu 21 sierpnia 2010. Do zawodów przystąpiło 8 zawodników, którzy otrzymali najwyższe noty za ćwiczenia na kołach w kwalifikacjach wieloboju.

## Finał
| Pozycja | Zawodnik            | Wynik D | Wynik E | Kara | łącznie |
|         | Andrei Muntean      | 5.300   | 9.050   | –    | 14.350  |
|         | Yūya Kamoto         | 5.200   | 9.000   | –    | 14.200  |
|         | Nestor Abad         | 5.000   | 9.150   | –    | 14.150  |
| 4       | Oleh Stepko         | 5.000   | 8.975   | –    | 13.975  |
| 5       | Ganbatyn Erdenebold | 5.500   | 8.475   | –    | 13.975  |
| 6       | Daniła Kazaczkow    | 4.900   | 8.925   | –    | 13.825  |
| 7       | Zhu Xiaodong        | 5.200   | 8.575   | –    | 13.775  |
| 8       | Jesse Glenn         | 4.900   | 8.475   | –    | 13.375  |